# Queen's Club Championships 1999
I Queen's Club Championships 1999 (conosciuti pure come Stella Artois Championships per motivi di sponsorizzazione) sono stati un torneo di tennis giocato sull'erba. È stata la 106ª edizione dei Queen's Club Championships e faceva parte della categoria International Series nell'ambito dell'ATP Tour 1999. Si è giocato al Queen's Club di Londra in Inghilterra, dal 7 al 14 giugno 1999.

## Campioni

### Singolare
Pete Sampras ha battuto in finale  Tim Henman con il punteggio di 6(1)–7 , 6–4, 7–6(4).

### Doppio
Sébastien Lareau /  Alex O'Brien hanno battuto in finale  Todd Woodbridge /  Mark Woodforde con il punteggio di 6–3, 7–6.